# 9 mm

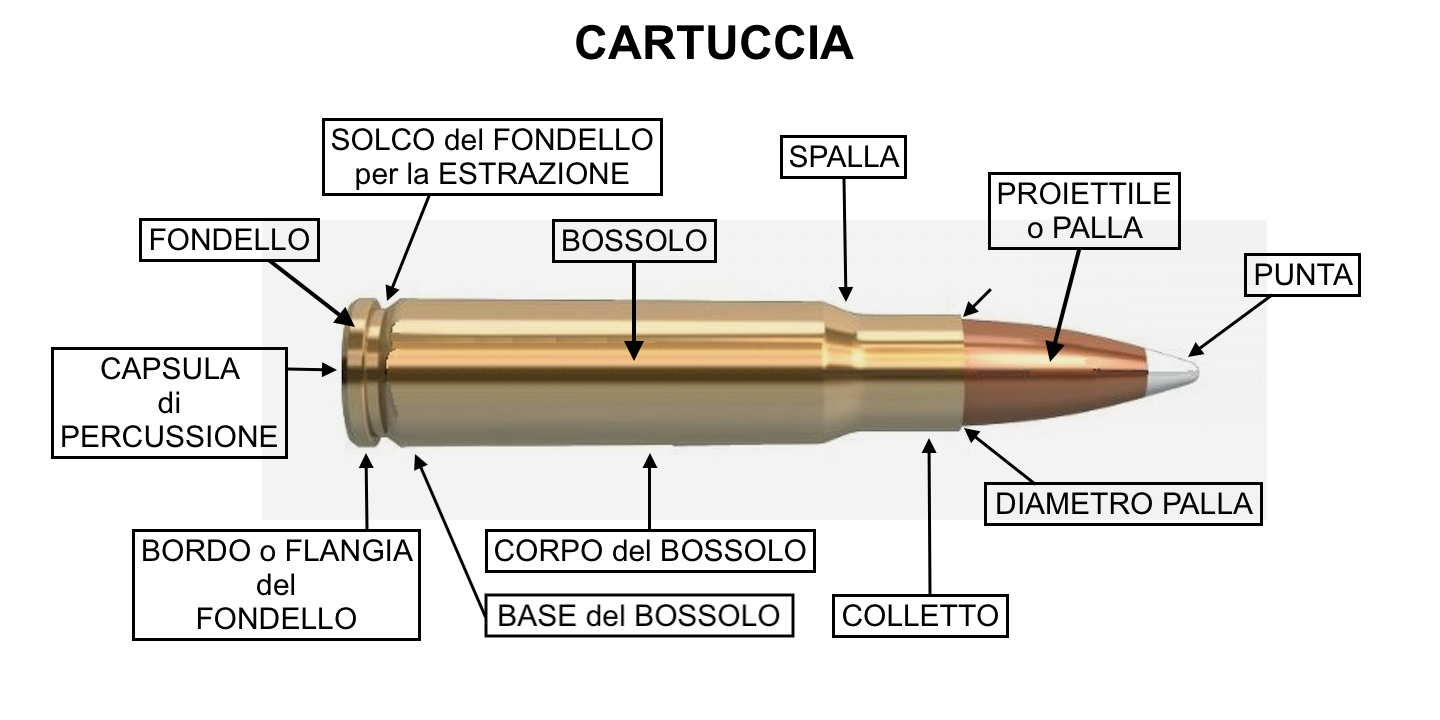
Cartuccia

Questa voce fornisce una lista di cartucce per pistola e per fucile, con proiettili in calibro 9 mm (o meglio, tra 9,00 e 9,99 mm). Nella comune nominazione dei calibri in millimetri e in pollici, si possono riscontrare alcune variabili incoerenti: ad esempio, la cartuccia .38 Special dovrebbe indicare una palla di calibro 25,4 mm × 0,38 inch = 9,652 mm, ma in questo caso il calibro americano sta indicando il diametro di cameratura per il tamburo, mentre il diametro palla effettivo è .357" ≈ 9,06 mm, indicato (arrotondato) come 9,1 mm dagli americani. Altri esempi sono il .380 ACP e tutti i vari .38 ACP-S&W-LC-SC-Super, che in effetti montano tutte una palla in calibro 9 mm, o più precisamente tra 9,02 e 9,15 mm (.357). 
E spesso, i vari nominativi indicano comunque un valore numerico nominale, che deriva da necessità commerciali, come ad esempio la 9 mm Makarov, monta una pallottola di 9,25 mm di diametro effettivo.
La cartuccia più comune tra queste è la 9 mm Parabellum.
Le misure sono date in millimetri, seguite dall'equivalente in pollici (a volte con traduzione).
Per la spiegazione dei termini nella tabella vedere la pagina bossolo.

## Cartucce per pistole
| Nome e nomenclatura tipica                                                           | Diametro proiettile | Lunghezza bossolo | Diametro collarino | Diametro base    | Spalla         | Colletto         | Lunghezza totale |
| ------------------------------------------------------------------------------------ | ------------------- | ----------------- | ------------------ | ---------------- | -------------- | ---------------- | ---------------- |
| 9 mm Ultra (1936), 9 × 18,5 mm                                                       | 8,98 (.354)         | 18,50 (.728)      | 9,50 (.374)        | 9,50 (.374)      | N/A            | 9,50 (.374)      | 26,16 (1,03)     |
| .380 ACP (1908), .380 Auto, 9 mm Browning Short, 9 Corto, 9 Kurz, 9 Court, 9 × 17 mm | 9,02 (.355)         | 17,30 (.681)      | 9,50 (.374)        | 9,50 (.374)      | N/A            | 9,50 (.374)      | 24,89 (.980)     |
| 9 × 18 (1972) 9 × 18 Ultra, 9mm Police                                               | 9,02 (.355)         | 18,00 (.709)      | 9,40 (.374)        | 9,75 (.387)      | N/A            | 9,60 (.381)      | 25,14 (.990)     |
| 9 × 19 mm Glisenti                                                                   | 9,02 (.355)         | 19,15 (.754)      | 9,98 (.393)        | 9,96 (.392)      | N/A            | 9,65 (.380)      | 29,21 (1,15)     |
| 9 × 19 mm Parabellum (9 Luger)                                                       | 9,02 (.355)         | 19,15 (.754)      | 9,96 (.392)        | 9,93 (.391)      | N/A            | 9,65 (.380)      | 29,15 (1,147)    |
| .357 SIG                                                                             | 9,02 (.355)         | 21,97 (.865)      | 10,77 (.424)       | 10,74 (.423)     | 9,68 (.381)    | 9,68 (.381)      | 28,96 (1,140)    |
| 9 mm Browning Long                                                                   | 9,02 ÷ 9,09 (.356)  | 20,32 (.800)      | 10,26 (.404)       | 9,75 (.384)      | -              | 9,55 (.376)      | 27,94 (1,10)     |
| 9 × 21 mm IMI                                                                        | 9,02 (.355)         | 21,08 (.830)      | -                  | -                | -              | 9,63 (.379)      | 29,69 (1,169)    |
| 9 × 23 mm Largo                                                                      | 9,00 (.355)         | 23 mm (0,91 in)   | 10,0 mm (.392 in)  | 9,9 mm (.390 in) | N/A            | 9,6 mm (.379 in) | 34 mm (1,32 in)  |
| 9 × 23 mm Steyr                                                                      | 9,02 (.355)         | 22,86 (.900)      | 9,67 (.381)        | 9,65 (.380)      | N/A            | 9,65 (.380)      | 33,02 (1,300)    |
| 9 mm Bergmann/Bergmann-Bayard                                                        | 9,02 (.355)         | 23,11 (.910)      | 9,96 (.392)        | 9,90 (.390)      | N/A            | 9,52 (.375)      | 28,75 (1,132)    |
| 9 mm Mauser Pistol                                                                   | 9,02 (.355)         | 24,89 (.980)      | 9,90 (.390)        | 9,88 (.389)      | -              | 9,55 (.376)      | 35,05 (1,380)    |
| 9 × 25 mm Dillon                                                                     | 9,02 (.355)         | 25,1 mm (.990)    | 10,8 mm (.425)     | 10,8 mm (.425)   | 10,7 mm (.423) | 9,7 mm (.380)    | 31,8 mm (1,250)  |
| 9 mm Winchester Magnum                                                               | 9,02 (.355)         | 29,46 (1,160)     | 10,01 (.394)       | 9,96 (.392)      | -              | 9,63 (.379)      | 39,37 (1,550)    |
| .356 TSW (Team Smith & Wesson)                                                       | 9,04 (.356)         | 21,50 (.846)      | -                  | -                | N/A            | -                | -                |
| .38 ACP (.38 Auto)                                                                   | 9,04 (.356)         | 22,86 (.900)      | 10,31 (.406)       | 9,75 (.384)      | N/A            | 9,75 (.384)      | 32,51 (1,280)    |
| .38 Super                                                                            | 9,04 (.356)         | 22,86 (.900)      | 10,31 (.406)       | 9,75 (.384)      | N/A            | 9,75 (.384)      | 32,51 (1,280)    |
| 9 × 23 mm Winchester                                                                 | 9,04 (.356)         | 22,86 (.900)      | 10,01 (.394)       | 9,96 (.392)      | N/A            | 9,68 (.381)      | 31,62 (1,245)    |
| 9 × 18 mm Makarov                                                                    | 9,25 (.364)         | 18,03 (.710)      | 9,90 (.390)        | 9,90 (.390)      | N/A            | 9,85 (.388)      | 24,64 (.970)     |
| .375 JDJ                                                                             | 9,525 (.375)        | -                 | -                  | -                | -              | -                |                  |
| 9,8 mm Auto Colt (9,65 mm Browning)                                                  | 9,65 (.380)         | -                 | -                  | -                | -              | -                |                  |

## Cartucce per rivoltelle
| Nome e nomenclatura tipica | Proiettile   | Lunghezza     | Collarino    | Base         | Spalla | Colletto     | Totale        |
| -------------------------- | ------------ | ------------- | ------------ | ------------ | ------ | ------------ | ------------- |
| 9 mm Federal               | 9,02 (.355)  | 19,15 (.754)  | 11,02 (.434) | 9,93 (.391)  | N/A    | 9,65 (.380)  | 29,69 (1,169) |
| 9 mm Revolver Giapponese   | 9,04 (.356)  | 21,89 (.862)  | 11,05 (.435) | 9,83 (.387)  | N/A    | 9,47 (.373)  | -             |
| .38 Short Colt             | 9,07 (.357)  | 19,43 (.765)  | 11,02 (.434) | 9,63 (.379)  | N/A    | 9,63 (.379)  | -             |
| .38 Long Colt              | 9,07 (.357)  | 26,29 (1,035) | 11,02 (.434) | 9,63 (.379)  | N/A    | 9,63 (.379)  | -             |
| .38 S&W Special            | 9,07 (.357)  | 29,34 (1,155) | 11,02 (.434) | 9,63 (.379)  | N/A    | 9,63 (.379)  | 39,37 (1,550) |
| .357 S&W Magnum            | 9,07 (.357)  | 32,77 (1,290) | 11,02 (.434) | 9,63 (.379)  | N/A    | 9,63 (.379)  | 40,39 (1,590) |
| .357 Rem Max               | 9,093 (.358) | 40,77 (1,605) | 11,02 (.434) | 9,63 (.379)  | N/A    | 9,63 (.379)  | 50,55 (1,990) |
| .38 S&W                    | 9,15 (.360)  | 19,68 (.775)  | 11,02 (.434) | 9,65(.380)   | n/a    | 9,58(.377)   | 29,97 (1,180) |
| .380/200 (.380 Revolver)   | 9,15 (.360)  | 19,68(.775)   | 11,02 (.434) | 9,65 (.380)  | -      | 9,58 (.377)  | 27,94 (1,100) |
| .41 Long Colt              | 9,80 (.386)  | 28,7 (1,13)   | 10,92 (.430) | 10,29 (.405) | -      | 10,26 (.404) | 35,31 (1,39)  |

## Cartucce per fucili
| Nome e nomenclatura tipica                  | Proiettile   | Lunghezza      | Collarino     | Base           | Spalla        | Colletto      | Totale         |
| ------------------------------------------- | ------------ | -------------- | ------------- | -------------- | ------------- | ------------- | -------------- |
| .35 Winchester                              | 9,1 (.358)   | 61 (2,41)      | 13,7 (.539)   | 11,6 mm (.457) | 10,5 (.412)   | 9,6 (.378)    | 80 (3,16)      |
| .35 Winchester Self-Loading                 | 8,91 (.351)  | 29,3 (1,154)   | 10,3 (.405)   | 9,7 (.381)     | -             | 9,6 (.377)    | 42 (1,65)      |
| .351 Winchester Self-Loading                | 8,91 (.351)  | 35,05 (1,38)   | 10,34 (.407)  | 9,58 (.377)    | -             | 10,95 (.373)  | 48,51 (1,91)   |
| 9 × 57 mm Mauser                            | 9,06 (.3565) | 56,82 (2,237)  | 11,94 (.470)  | 11,94 (.470)   | 10,95 (.431)  | 9,83 (.387)   | 80,98 (3,188)  |
| 9 × 39 mm                                   | 9,3 (.366)   | 39 (1,53)      | -             | -              | -             | -             | 56 (2,20)      |
| .35 Remington                               | 9,09 (.358)  | 48,77 (1,920)  | 11,68 (.460)  | 11,63 (.458)   | 10,29 (.405)  | 9,75 (.384)   | 64,13 (2,525)  |
| .35 Whelen                                  | 9,09 (.358)  | 63,35 (2,494)  | 12,01 (.473)  | 11,99 (.472)   | 11,20 (.441)  | 9,78 (.385)   | 84,84 (3,34)   |
| .356 Winchester                             | 9,09 (.358)  | -              | -             | -              | -             | -             | -              |
| .358 Winchester                             | 9,09 (.358)  | 51,18 (2,015)  | 12,01 (.473)  | 11,94 (.470)   | 11,53 (.454)  | 9,86 (.388)   | 70,61 (2,78)   |
| 9 mm Jonson                                 | 9,09 (.358)  | 51,6 (2,030)   | 15,0 (.590)   | 15,0 (.590)    | 14,6 (.574)   | 9,97 (.3925)  | 71,4 (2,81)    |
| .350 Remington Magnum                       | 9,12 (.359)  | 55,12 (2,170)  | 13,51 (.532)  | 13,03 (.513)   | 12,57 (.495)  | 9,86 (.388)   | 71,12 (2,800)  |
| .358 Norma Magnum                           | 9,12 (.359)  | 64,0 (2,520)   | 13,50 (.531)  | 13,03 (.513)   | 12,45 (.490)  | 9,86 (.388)   | 7a (3,346)     |
| 9,3 × 57 mm                                 | 9,3 (.366)   | 56,5 (2,224)   | 11,94 (.470)  | 11,94 (.470)   | 10,95 (.433)  | 9,91 (.390)   |                |
| 9,3 × 62 mm                                 | 9,3 (.366)   | 62 (2,441)     | 11,94 (.470)  | 12,09 (.476)   | 11,43 (.450)  | 9,91 (.390)   | 83,59 (3,291)  |
| 9,3 × 64 mm Brenneke                        | 9,3 (.366)   | 64,00 (2,520)  | 12,60 (0,496) | 12,88 (0,507)  | 12,05 (0,474) | 10,04 (0,395) | 85,60 (3,370)  |
| 9,3 × 66 mm Sako                            | 9,3 (.366)   | -              | -             | -              | -             | -             | -              |
| 9,3 × 72 mm R                               | 9,3 (.364)   | -              | -             | -              | -             | -             | -              |
| 9,3 × 74 mm R                               | 9,3 (.366)   | 74 (2,925)     | 13,35 (.526)  | 11,9 (.469)    | 10,40 (.409)  | 9,91 (.390)   | 92 (3,6)       |
| .375 Holland & Holland Magnum               | 9,525 (.375) | 72,390 (2,850) | 13,51 (.523)  | 13,03 (.513)   | 11,38 (.448)  | 10,26 (.404)  | 91,440 (3,600) |
| .375 Remington Ultra Magnum                 | 9,525 (.375) | 72,39 (2,850)  | 13,56 (.534)  | 13,97 (.550)   | 13,34 (.5250) | 10,29 (.405)  | 91,44 (3,600)  |
| .375 Ruger                                  | 9,525 (.375) | 2,580 (65,5)   | 13,51 (.532)  | 13,51 (.532)   | 13,08 (.515)  | 10,26 (.404)  | 84,84(3,340)   |
| .375 Weatherby Magnum                       | 9,525 (.375) | -              | -             | -              | -             | -             | -              |
| .376 Steyr                                  | 9,52 (.375)  | 59,69 (2,350)  | 12,55 (.4940) | 12,73 (.5010)  | 12,02 (.4732) | 10,11 (.3980) | -              |
| .378 Weatherby Magnum                       | 9,525 (.375) | 73,99 (2,913)  | 15,32 (.603)  | 14,78 (.582)   | 14,22 (.560)  | 10,13 (.399)  | 92,71 (3,65)   |
| .375 Winchester                             | 9,525 (.375) | -              | -             | -              | -             | -             | -              |
| .38-55 Winchester                           | -            | -              | -             | -              | -             | -             | -              |
| .375 Chey Tac                               | -            | -              | -             | -              | -             | -             | -              |
| .375-416                                    | -            | -              | -             | -              | -             | -             | -              |
| .375 Snipe Tac                              | -            | -              | -             | -              | -             | -             | -              |
| .375 SOE                                    | -            | -              | -             | -              | -             | -             | -              |
| Modern .375 H&H (con bossolo da .375 Ruger) | 9,525 (.375) | 72,39 (2,850)  | 13,51 (.532)  | 13,51 (.532)   | 13,1 (.516)   | 10,29 (.405)  | 91,44 (3,600)  |